# Reigoldswil
Reigoldswil es una comuna suiza del cantón de Basilea-Campiña, ubicada en el distrito de Waldenburg. Limita al norte con las comunas de Seewen (SO) y Ziefen, al este con Arboldswil, Titterten y Liedertswil, al sureste con Waldenburg, al sur con Mümliswil-Ramiswil (SO), y al oeste con Lauwil y Bretzwil.

## Historia
Hacia comienzos del siglo XX tenía contabilizada una población de unos 1400 habitantes.